# Grêmio Náutico União
O Grêmio Náutico União (GNU) é um clube localizado na cidade brasileira de Porto Alegre, capital do estado do Rio Grande do Sul.

## História

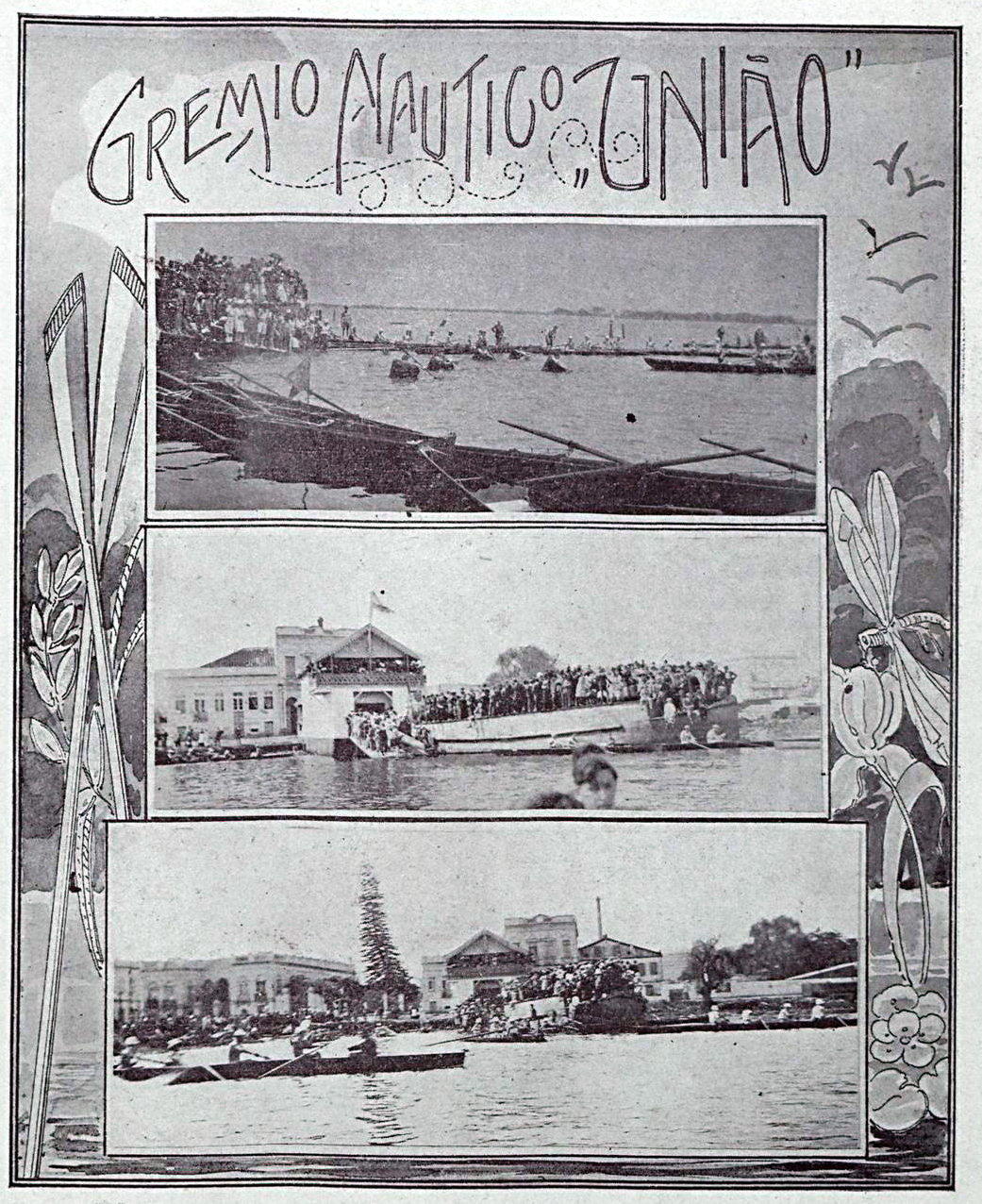
O União divulgado pela revista Máscara em 1919

Foi fundado em 1º de abril de 1906 por seis jovens de origem alemã (Carlos Arnt, Hugo Deppermann, Arno Deppermann, Hugo Berta, Arnaldo Bercht e Emílio Bercht) que tinham o remo como seu esporte favorito e que deram ao clube o nome de Ruder Verein-Freundschaft (Sociedade de Regatas Amizade, em alemão).
Por causa da Primeira Guerra Mundial, em 1917 o clube alterou o seu nome para uma denominação nacional; a expressão "Sociedade de Regatas" deu lugar à "Grêmio Náutico", e a palavra "Amizade" foi substituída por "União".
Atualmente, o clube possui mais de 60 mil associados e quatro sedes: a sede Alto Petrópolis, no bairro Petrópolis, a Moinhos de Vento, no bairro Moinhos de Vento, a Ilha do Pavão, localizada na ilha homônima e a Petrópole Tênis Clube.

## Atletas Olímpicos
Em Tóquio 2020 o clube foi representado pelo esgrimista Guilherme Toldo e pela nadadora Viviane Jungblut. Já na Paralimpíada de Tóquio 2020, o GNU foi representado pelos esgrimistas em cadeira de rodas Mônica “Monstrinha” Santos e Vanderson Chaves e pelos nadadores Roberto Alcalde, Ruiter Silva, Susana Schnarndorf e Maria Carolina Gomes Santiago, esta responsável pela conquista de cinco medalhas, sendo três delas de ouro.
Além disso alguns atletas olímpicos já passaram pelo clube, dentre eles o nadador Fernando Scheffer, bronze nos 200 metros livre em Tóquio 2020

## Títulos
Campeonato Gaúcho de Remo 53
1933,1959,1960,1961,1962,1963,1964,1965,1966,1967,1968,1969,1970,1971,1972,1973,1974,1975,1976,1977,1978,1979,1980,1984,1985,1986,1987,1988,1989,1990,1991,1992,1993,1994,1995,1996,1997,1998,1999, 2000, 2001, 2002, 2003, 2004,
2005, 2006, 2007, 2008, 2009, 2010, 2011, 2012, 2013, 2014, 2015
Campeonato Brasileiro de Remo Unificado 1
2006.
Campeonato Brasileiro Júnior de Remo Unificado 1
2010.
Campeonato Brasileiro de Remo Júnior 1
2012.
Troféu Brasil Sênior B Remo 1
2001.
Troféu Brasil Sênior A Remo 3
2002,2003,2004.
Troféu Brasil Peso Leve Remo 1
2004.
Regata Fita Azul do Remo Brasileiro 4
1996,1997,1999 Masculino
1988 Feminino

## Sedes

### Petrópolis
A sede Petrópolis conta com piscinas, quadras de tênis, quadras de vôlei de praia e musculação, entre outros.

### Moinhos de Vento
A sede Moinhos de Vento é aberta 24 horas e possui um ginásio de esportes, piscinas térmicas e uma piscina olímpica. No segundo semestre de 2010, iniciaram-se as obras de um novo estacionamento para a sede, mais amplo e seguro. Na mesma época, foi reformada a piscina olímpica, reinaugurada em 2013 especialmente para sediar o Open de Natação no final do mesmo ano.

### Ilha do Pavão

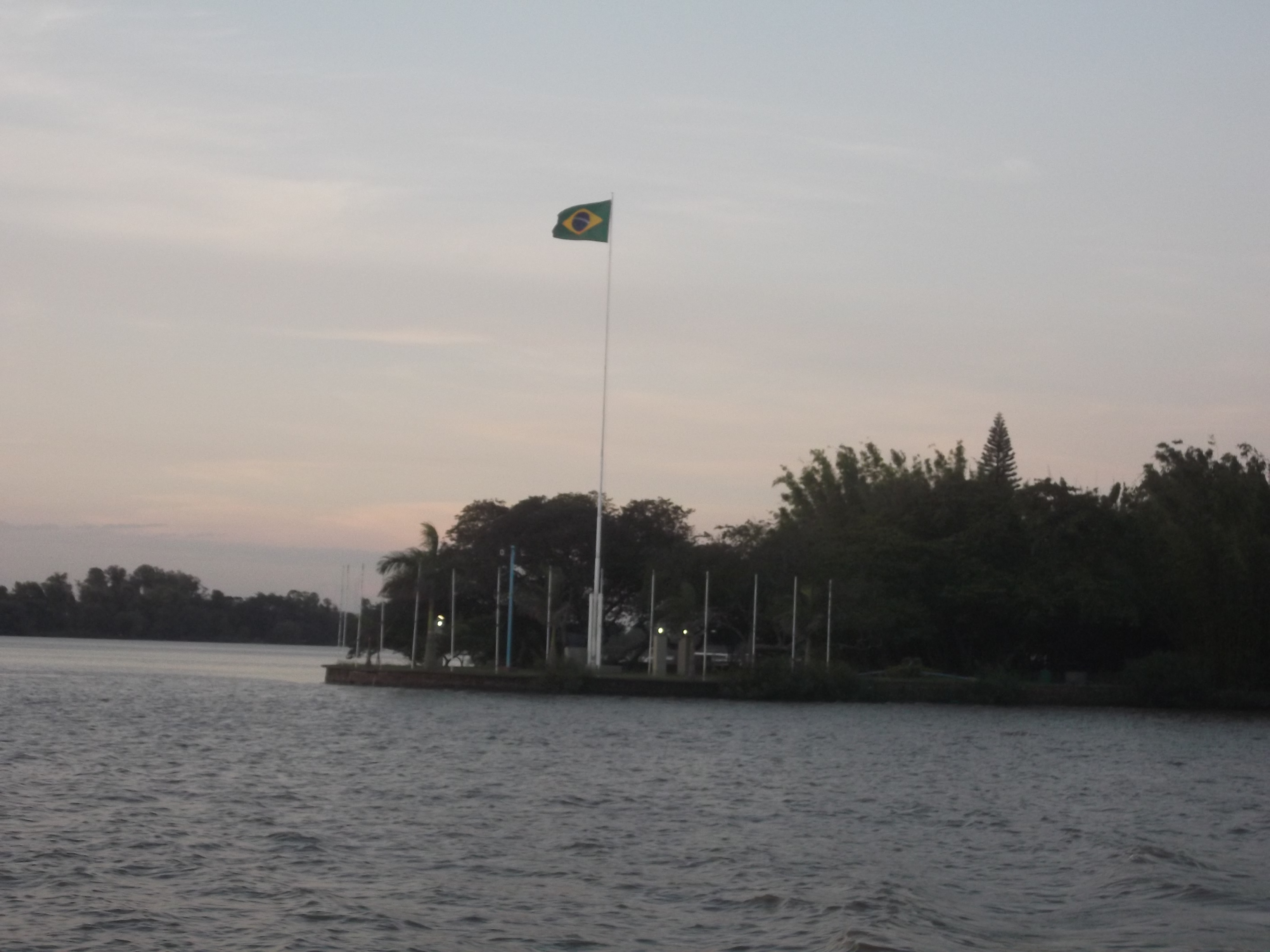
Sede Ilha do Pavão

A sede Ilha do Pavão tem uma área de aproximadamente 126 mil metros quadrados, e o associado pode chegar à ilha por meio de barcas disponibilizadas pelo clube, podendo cada barca levar cerca de cem pessoas em cada viagem.

### Petrópole Tênis Clube
Em 2017, o União encampou o Petrópole Tênis Clube, fazendo da sede deste a sua quarta sede.